# Centaurea filiformis
Centaurea filiformis — вид квіткових рослин айстрових (Asteraceae). Ендемік Сардинії.

## Середовище
Населяє кам'янисті місцевості.

## Морфологічна характеристика
Напівкущик 20–45 см заввишки. Нижні листки оберненояйцеподібні, перисторозсічені, сегменти численні, вузькі, гострі. Квіткові голови в щитку, обгортка 18–20 мм, придатки округлі. Квітки білі та блідо трояндові. Період цвітіння: літо.